# استیو پرکارو
استیو پرکارو (انگلیسی: Steve Porcaro؛ زادهٔ ۲ سپتامبر ۱۹۵۷) موسیقی‌دان اهل ایالات متحده آمریکا است.
 وی از سال ۱۹۷۷ میلادی تاکنون مشغول فعالیت بوده‌است.